# Gaetano Chierici (peintre)
Gaetano Chierici né à Reggio d'Émilie le 1er juillet 1838 et mort dans la même ville le 16 janvier 1920, est un artiste peintre italien principalement influencé par les Scènes de genre du mouvement néo-classique.

## Biographie
Né à Reggio d'Émilie, Chierici va étudier à l'École des beaux-arts de Reggio d'Émilie pour une période d'un an entre 1850 et 1851. Il poursuit ensuite ses études à Modène et à Florence avant de compléter ses études à Bologne sous la tutelle de Giulio Cesare Ferrari, peintre néo-classique. Il subira l'influence de nombreux artistes de son entourage dans ses jeunes années comme Alfonso Chierici, son frère, et Adeodato Malatesta mais sera plutôt animé par les prouesses des peintres du mouvement des Macchiaioli. C'est vers la fin des années 1860 que Chierici se spécialisa dans les scènes de genre. Sa participation dans les expositions des beaux-arts de l'Académie des beaux-arts de Brera en 1869 le rend célèbre, mais, son œuvre décline aussi à cette époque par une certaine répétition dans ses œuvres. Il fut aussi directeur de l'École de Dessin des Travailleurs de Reggio d'Émilie de 1882 à 1907 et son premier maire socialiste de 1900 à 1902.

## Œuvres
Voici quelques-unes de ses œuvres :
- La Leçon au couvent, huile sur toile, Fondation Cariplo, 1864 ;
- Enfant nourrissant ses chats, huile sur toile, collection Alfred O. Deshong de l'Université Widener, 1872 ;
- Pudding hâtif, huile sur toile, collection Alfred O. Deshong de l'Université Widener, 1883[2].

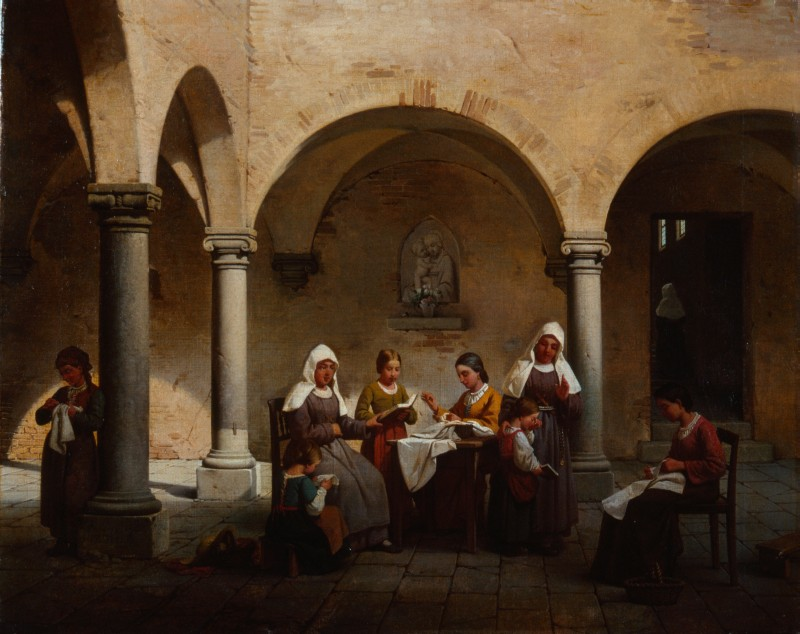
La Leçon au couvent 1864
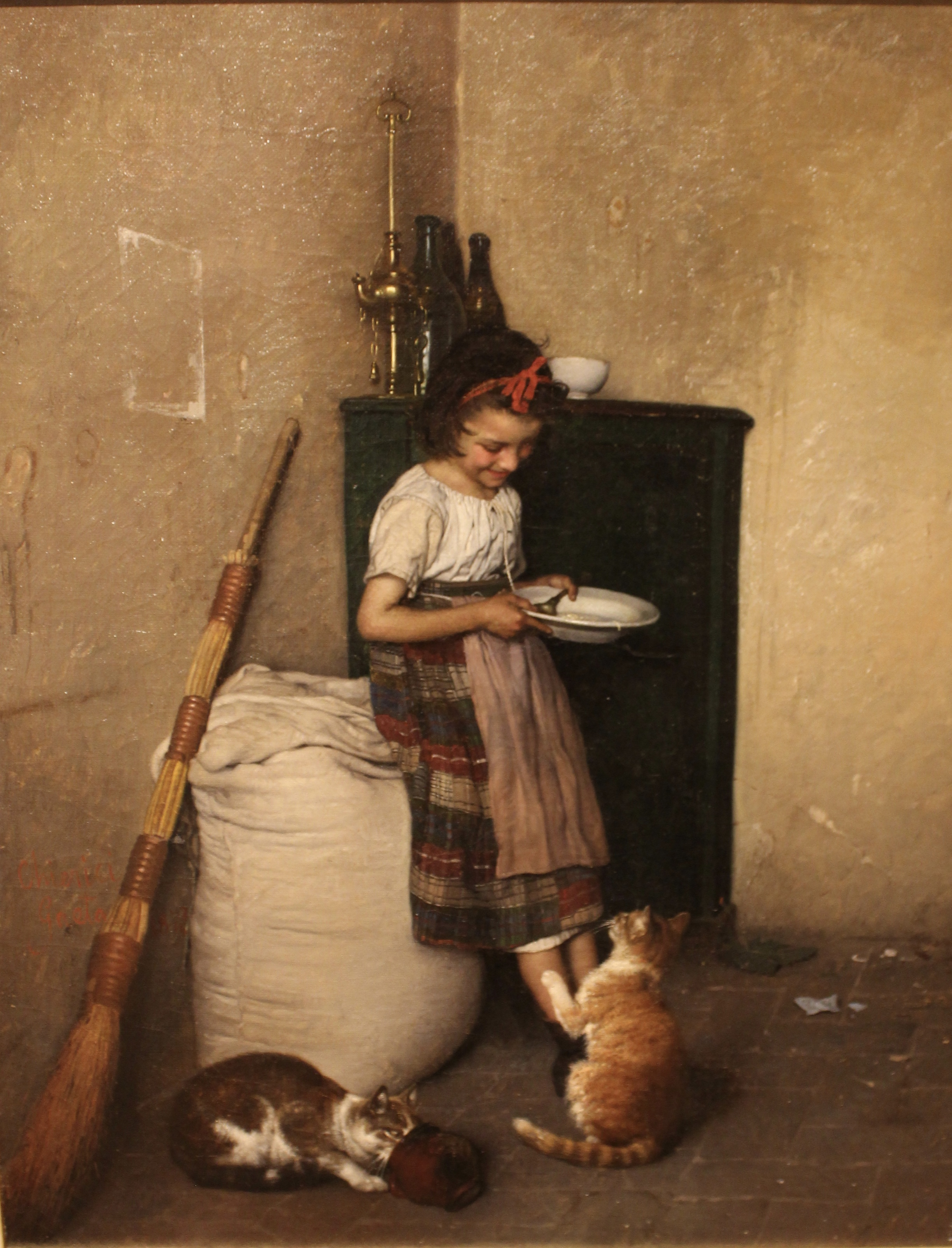
Enfant nourrissant ses chats 1872
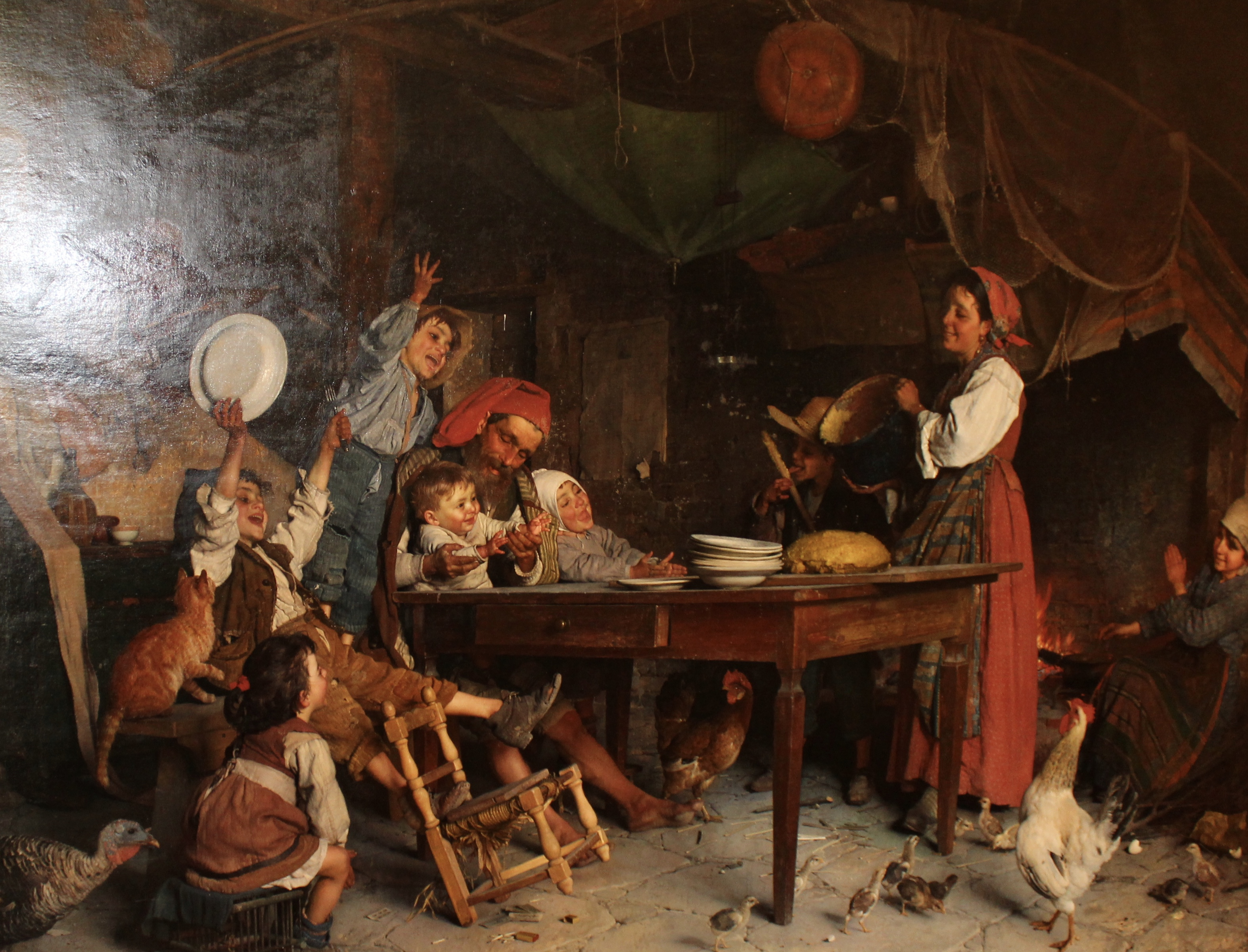
Pudding hâtif 1883